# Tây Ninh (Stadt)
Tây Ninh ist die Hauptstadt der Provinz Tây Ninh in Vietnam. Sie befindet sich im Süden des Landes, nahe der Grenze zu Kambodscha. Die Provinzstadt Tây Ninh hatte 2019 eine Einwohnerzahl von 133.805. In der eigentlichen Stadt leben davon 108.691. Die Stadt verfügt seit 2013 über das Stadtrecht und besitzt den Status einer Provinzstadt der 3. Klasse.
Die Stadt ist am bekanntesten als Heimat der Caodaismus, eines indigenen vietnamesischen Glaubens, der die Lehren der wichtigsten Weltreligionen umfasst. Das religiöse Zentrum des Caodaismus, das zwischen 1933 und 1955 erbaut wurde, befindet sich etwa 5 km östlich des Stadtzentrums von Tây Ninh.

## Geschichte
Nach dem Fall von Saigon und der Wiedervereinigung von Vietnam wurde die Stadt Tây Ninh neu organisiert, um 3 Bezirke und 1 Gemeinde zu umfassen. Im August 2001 wurde die Stadt um 5 Bezirke und 5 Gemeinden erweitert. Am 29. Dezember 2013 wurde die Stadt Tây Ninh unter Verwaltung der Provinz Tây Ninh offiziell in den Status einer Provinzstadt erhoben, zusammen mit der Aufwertung ihrer beiden Gemeinden Ninh Sơn und Ninh Thạnh zu Bezirken.

## Galerie

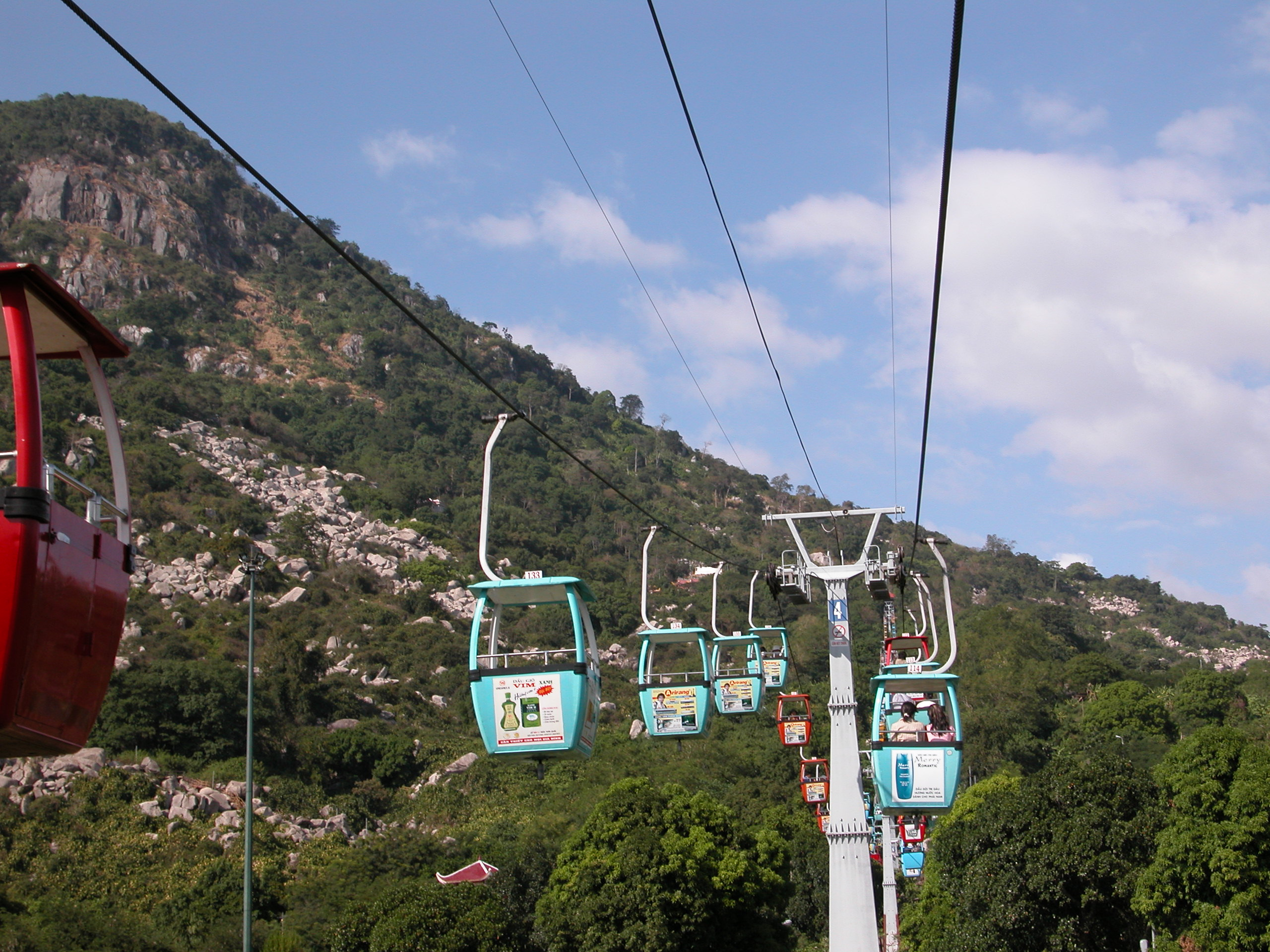
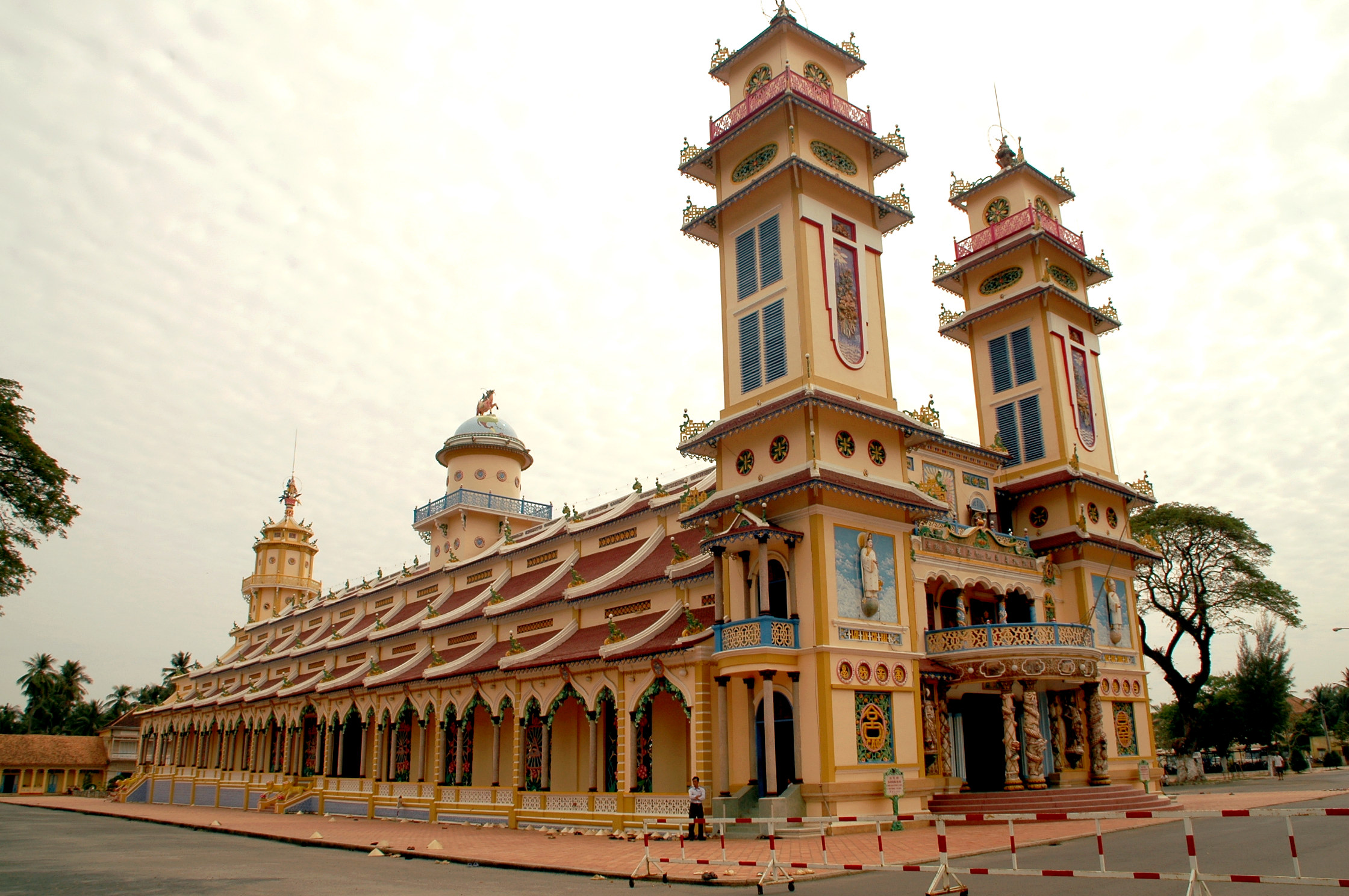
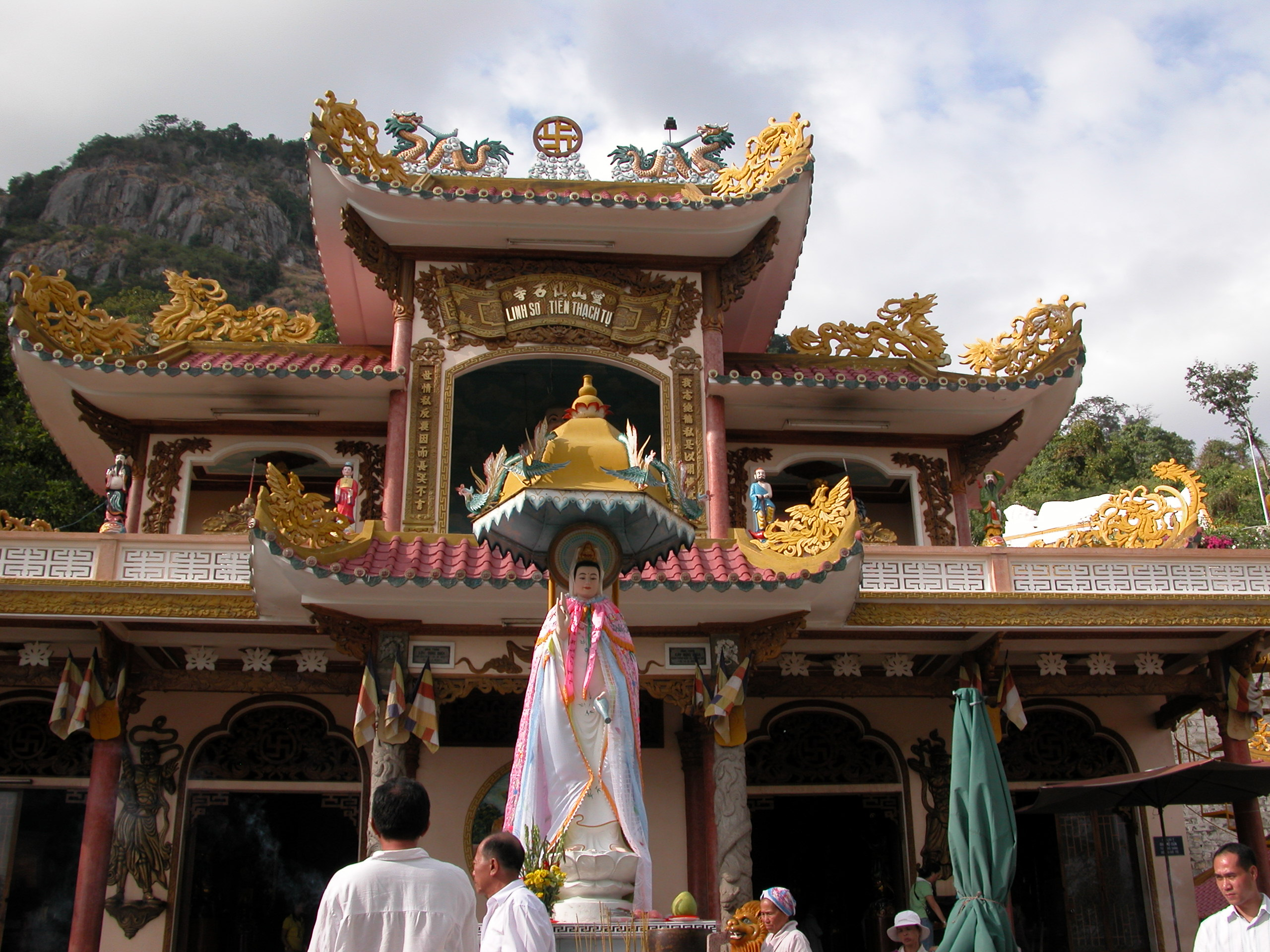